# Малигіно
Мали́гіно (рос. Малыгино) — присілок у складі Верхньосалдинського міського округу Свердловської області.
Населення — 37 осіб (2010, 55 у 2002).
Національний склад населення станом на 2002 рік: росіяни — 96 %.